# 向阳店站
向阳店站位于山西省太原市尖草坪区向阳镇，为上兰村线铁路中间站，1956年3月启用:143-144，距离太原站19公里，距离上兰村站6公里，隶属于太原铁路局，现为三等站。